# Пассивная фазированная антенная решётка

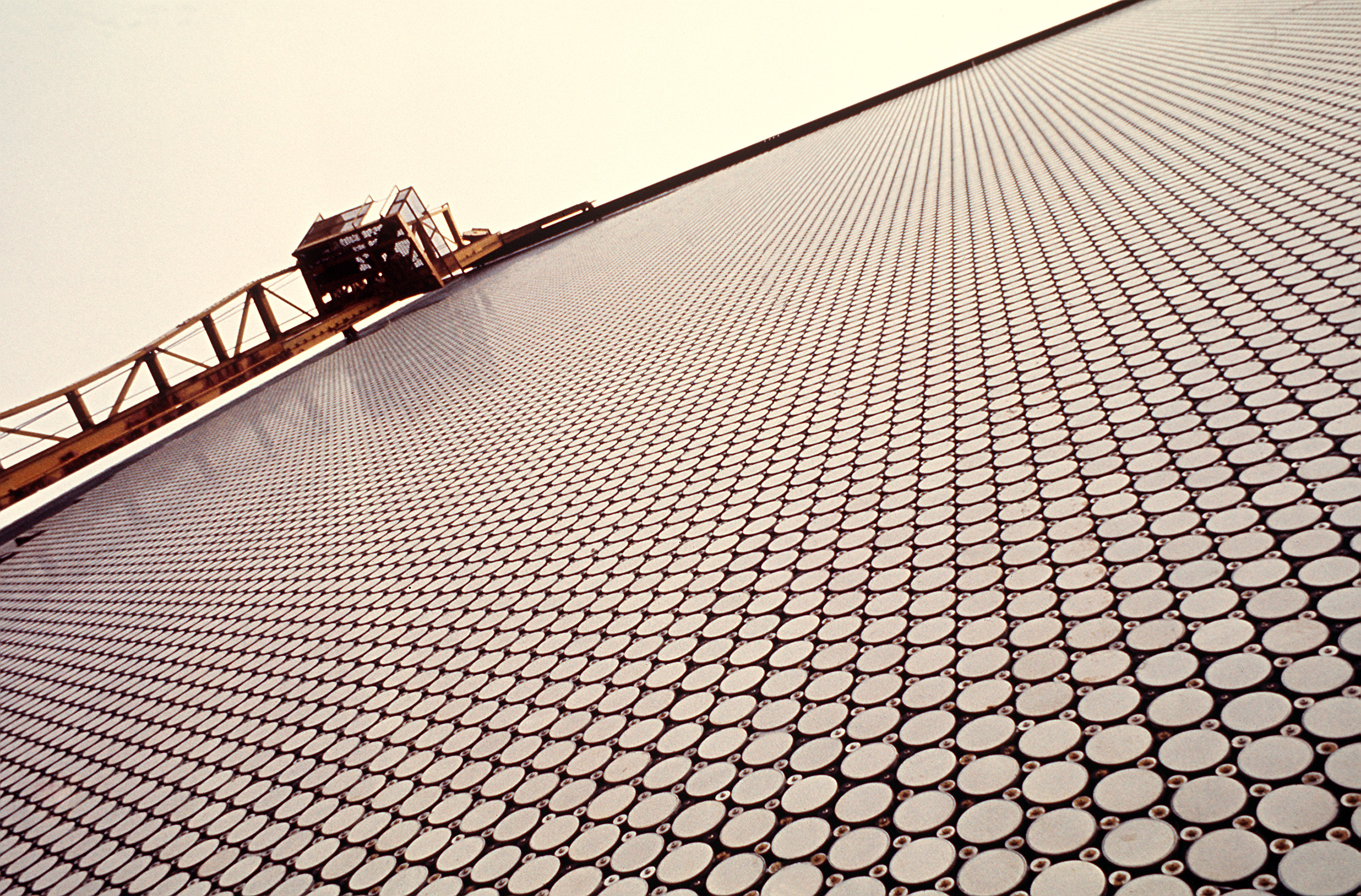
ПФАР РЛС AN/FPS-108 (Аляска, США)

Пассивная фазированная антенная решётка (англ. passive electronically scanned array, PESA), ПФАР — фазированная антенная решётка, имеющая центральный радиочастотный источник, который через фазовращатели (как правило, с цифровым управлением) направляет энергию в излучающие элементы, расположенные в передней части антенны. Является предшественником активной ФАР, где каждый из излучающих элементов имеет свой источник.

## Принцип работы
Антенна подключается к мощному радиопередатчику и излучает короткий импульсный сигнал. Затем передатчик отключается от антенны, и она соединяется с чувствительным приёмником, который усиливает отражения излучённого сигнала от целевых объектов. Измеряя время, которое потребовалось для возвращения сигнала, можно определить расстояние до объекта. Полученный результат используется для дальнейшей обработки или отображается на дисплее.
В общем случае, для сканирования определённой части неба антенна должна физически перемещаться в разных направлениях. С появлением в 1960-х годах твердотельных устройств, позволяющих управлять задержкой передаваемого сигнала, стала возможной практическая реализация антенн с пассивными ФАР больших размеров. ПФАР распределяет сигнал от одного источника на сотни путей, выборочно задерживая некоторые из них, и посылает на индивидуальные антенны. Радиосигналы от отдельных антенн взаимодействуют в пространстве, а интерференционные картины между ними выстраиваются так, чтобы усиливать сигнал в определённых направлениях и подавлять его во всех остальных. Задержки могут легко контролироваться электроникой, что позволяет очень быстро управлять лучом, не перемещая антенну. ПФАР может сканировать объём пространства гораздо быстрее, чем традиционные механические системы. Кроме того, благодаря прогрессу в области электроники, появилась возможность генерировать посредством одной ПФАР несколько активных лучей, что позволяет им продолжать просмотр неба и в то же время фокусировать меньшие лучи на определённых целях, например, для отслеживания или направления ракет с полуактивным радиолокационным самонаведением.
Центральным источником обычно является магнетрон, клистрон или ЛБВ, которые способны усиливать или генерировать сигнал большой мощности в узком диапазоне частот. Антенны могут быть отражательными или проходными. Проходные ФАР, в свою очередь, бывают двух видов: с открытой волноводной системой, когда решётка облучается одним широким лучом от слабонаправленного источника, и с закрытой, когда сигнал подаётся к элементам решётки при помощи разветвлённой системы волноводов.
ПФАР быстро получили широкое распространение на кораблях и крупных стационарных огневых точках, за которыми с миниатюризацией электроники последовали и бортовые системы.

## Примеры РЛС с пассивной ФАР
- 9С32 (РЛС наведения для ЗРК С-300В);
- AN/MPQ-53, AN/MPQ-65 (РЛС для ЗРК «Пэтриот»);
- AN/SPY-1 (РЛС для системы «Иджис»);
- AN/TPQ-36 (мобильная РЛС);
- AN/TPS-59 (мобильная РЛС);
- БРЛС-8Б «Заслон» (бортовая РЛС для МиГ-31);
- Н011М «Барс» (бортовая РЛС для Су-30МКА/МКИ/МКМ);
- В004 (бортовая РЛС для Су-34);
- «Оса» (бортовая РЛС для МиГ-29УБТ);
- ESIRA (Electronically Scanned Interceptor Radar Antenna);
- EMPAR (European Multifunction Phased Array Radar).